# مرد کارگر
مرد کارگر (به انگلیسی: A Working Man) یک فیلم اکشن و دلهره‌آور آمریکایی محصول سال ۲۰۲۵ به کارگردانی دیوید آیر و نویسندگی سیلوستر استالونه و آیر که بر اساس رمانی به نام تجارت لوون اثر چاک دیکسون در سال ۲۰۱۴ ساخته شده است. جیسون استاتهام، مایکل پنیا و دیوید هاربر از بازیگران اصلی این فیلم هستند.
مرد کارگر در ۲۸ مارس ۲۰۲۵ به‌وسیلهٔ آمازون ام‌جی‌ام استودیوز و از راه مترو گلدوین میر در ایالات متحده و به‌وسیلهٔ مترو گلدوین میر به صورت جهانی منتشر شد.

## داستان
لوون کید (جیسون استاتهام) حرفه خود را ترک کرده است تا «مستقیم» برود و در ساخت و ساز کار کند. او می‌خواهد ساده زندگی کند و پدر خوبی برای دخترش باشد. اما وقتی جنی دخترِ نوجوانِ رئیسش ناپدید می‌شود، از او خواسته می‌شود تا مهارت‌هایی را که او را به چهره‌ای افسانه‌ای در دنیای عملیات سیاه تبدیل کرده بود، دوباره به کار گیرد. شکار او برای یافتن دانشجوی گمشده او را به اعماق قلب یک توطئه جنایتکارانه شوم می‌برد که یک واکنش زنجیره‌ای ایجاد می‌کند که سبکِ جدیدِ زندگیِ او را تهدید می‌کند.

## ساخت
تصویربرداری اصلی در آوریل ۲۰۲۴ در لندن آغاز شد.
داستان این فیلم تا حدی است که امکان ساخت قسمت‌های بعدی وجود داشته باشد، با توجه به تعداد رمان‌هایی که چاک دیکسون در این مجموعه نوشته است.

## انتشار
این فیلم قرار بود در تاریخ ۱۷ ژانویه ۲۰۲۵ در ایالات متحده اکران شود. در دسامبر ۲۰۲۴، عنوان فیلم از تجارت لوون به یک مرد کارگر تغییر کرد، و تاریخ انتشار برای ۲۸ مارس ۲۰۲۵ تعیین شد.

## بازخورد

### گیشه
در ایالات متحده و کانادا، یک مرد کارگر همراه با فیلم‌های زنی در محوطه، درس‌های پنگوئن، مرگ یک تک‌شاخ و اکران مجدد شاهزاده مونونوکه (که در قالب آی‌مکس بود) منتشر شد. پیش‌بینی می‌شود که این فیلم در آخر هفته افتتاحیه خود از ۳٬۲۶۲ سالن سینما بین ۱۰ تا ۱۲ میلیون دلار فروش داشته باشد. این فیلم در پیش‌نمایش‌های شب پنجشنبه ۱٫۱ میلیون دلار درآمد کسب کرد.
- تا ۳ آوریل ۲۰۲۵، این فیلم ۲۰ میلیون دلار در ایالات متحده و کانادا، و ۱۷ میلیون دلار در سایر مناطق برای مجموع ۳۷ میلیون دلار در سراسر جهان به دست آورده است.

### واکنش نقادانه
در وبگاه جمع‌آوری نقد راتن تومیتوز، ٪۵۳ از ۸۶ بررسی منتقدان مثبت است، و میانگینِ امتیاز آن ۵٫۰/۱۰ است. این فیلم در متاکریتیک که از میانگین وزنی استفاده می‌کند، بر اساس نظر ۲۷ منتقدین امتیاز ۵۵ از ۱۰۰ را کسب کرده که نشان‌گر «نقدهای مختلط یا متوسط» است.
منتقد گاردین به یک مرد کارگر ۲ ستاره از ۵ ستاره داد و نوشت که این فیلم در بهترین حالت، به‌روزرسانی مدرنی از داستان‌های کارآگاهی بی‌رحمانه است اما بیشتر روی صحنه‌های اکشن و خشونت تأکید دارد تا پیچیدگی‌های داستانی. به همین دلیل، به اندازه بهترین آثار اکشن استاتهام جذابیت ندارد. این منتقد اشاره می‌کند که تمایل فیلم‌سازان به اکشن و خشونت باعث شده فیلم از نظر داستانی به اوج‌های هیجان‌انگیزی نرسد.
منتقد هالیوود ریپورتر می‌گوید که بازیگران، از جمله استاتهام و به‌ویژه دیوید هاربر، بسیار خوب عمل کرده‌اند. با این حال، این منتقد معتقد است که فیلم به دلیل طولانی بودن نزدیک به دو ساعت و تکراری شدن زودهنگام، کمی خسته‌کننده می‌شود. اما در عین حال، فیلم دارای ویژگی‌های عجیب و جالبی است که برخی از آن‌ها تحت تأثیر سبک سیلوستر استالونه هستند.